# Side to Side
Singles de Ariana Grande
Into You
(2016) My Favorite Part (en)
(2016)
Pistes de Dangerous Woman
Into You
(4) Let Me Love You (en)
(6)
Side to Side est une chanson de la chanteuse américaine Ariana Grande et avec la participation de Nicki Minaj, c'est le troisième single de son troisième album, appelé Dangerous Woman.

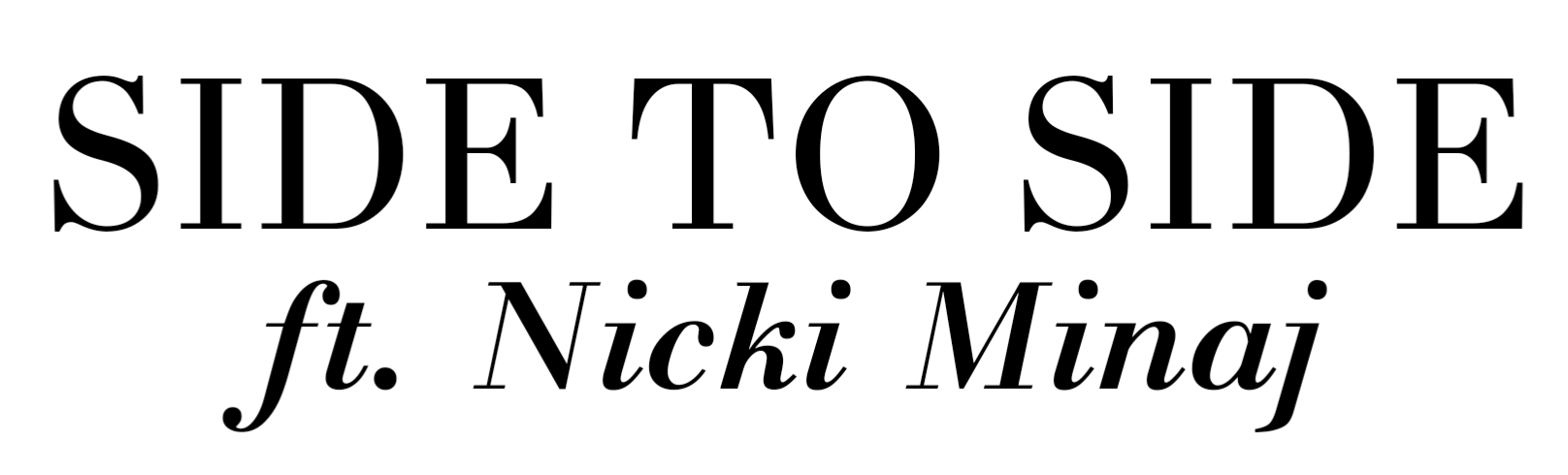

En juin 2017, le clip vidéo atteint le milliard de visionnages sur YouTube

## Classements
| Classement (2016)                       | Meilleure position |
| --------------------------------------- | ------------------ |
| Allemagne (Media Control AG)            | 24                 |
| Australie (ARIA)                        | 3                  |
| Autriche (Ö3 Austria Top 40)            | 22                 |
| Belgique (Flandre Ultratop 50 Singles)  | 23                 |
| Belgique (Wallonie Ultratop 50 Singles) | 15                 |
| Canada (Hot 100)                        | 4                  |
| Corée du Sud (Gaon)                     | 22                 |
| Danemark (Tracklisten)                  | 13                 |
| Espagne (PROMUSICAE)                    | 26                 |
| États-Unis (Hot 100)                    | 4                  |
| France (SNEP)                           | 66                 |
| Italie (FIMI)                           | 28                 |
| Japon (Hot 100)                         | 74                 |
| Nouvelle-Zélande (RMNZ)                 | 2                  |
| Norvège (VG-lista)                      | 8                  |
| Pays-Bas (Nederlandse Top 40)           | 11                 |
| Pologne (ZPAV)                          | 11                 |
| Portugal (AFP)                          | 10                 |
| Royaume-Uni (UK Singles Chart)          | 4                  |
| Suède (Sverigetopplistan)               | 13                 |
| Suisse (Schweizer Hitparade)            | 21                 |

### Classements de fin d'année
| Classement (2016)                             | Position |
| --------------------------------------------- | -------- |
| Australie (ARIA)                              | 37       |
| Canada (Canadian Hot 100)                     | 55       |
| Allemagne (Official German Charts)            | 96       |
| Hongrie (Single Top 40)                       | 66       |
| Pays-Bas (Dutch Top 40)                       | 52       |
| Pays-Bas (Single Top 100)                     | 75       |
| Nouvelle-Zélande (Recorded Music NZ)          | 45       |
| Suède (Sverigetopplistan)                     | 95       |
| Royaume-Uni Singles (Official Charts Company) | 49       |
| États-Unis Billboard Hot 100                  | 77       |

| Classement (2017)                             | Position |
| --------------------------------------------- | -------- |
| Argentine (Monitor Latino)                    | 90       |
| Canada (Canadian Hot 100)                     | 46       |
| Hongrie (Dance Top 40)                        | 27       |
| États-Unis Billboard Hot 100                  | 43       |
| États-Unis Dance/Mix Show Airplay (Billboard) | 28       |
| États-Unis Mainstream Top 40 (Billboard)      | 16       |
| États-Unis Rhythmic Songs (Billboard)         | 29       |

| Classement (2018)                 | Position |
| --------------------------------- | -------- |
| Corée du Sud International (Gaon) | 35       |